# Arnold Benz
Arnold Otto Benz (1945.), švicarski fizičar. Rođen je 1945. godine, profesor je astrofizike na Eidgenössische Technische Hochschule (ETH) u Zürichu. Fizika Sunca i nastanak zvijezda i planeta spadaju u njegovo uže područje interesa i istraživanja. Djela: Darovani svemir, Budućnost svemira (oba prevedena na hrvatski) i dr. Kroz znanstveno utemeljena promišljanja o graničnim pitanjima podrijetla, evolucije i budućnosti života i materije, Benz nudi mnoge dodirne točke znanstvenog i vjerničkog promatranja svijeta.